# دینا وولمر

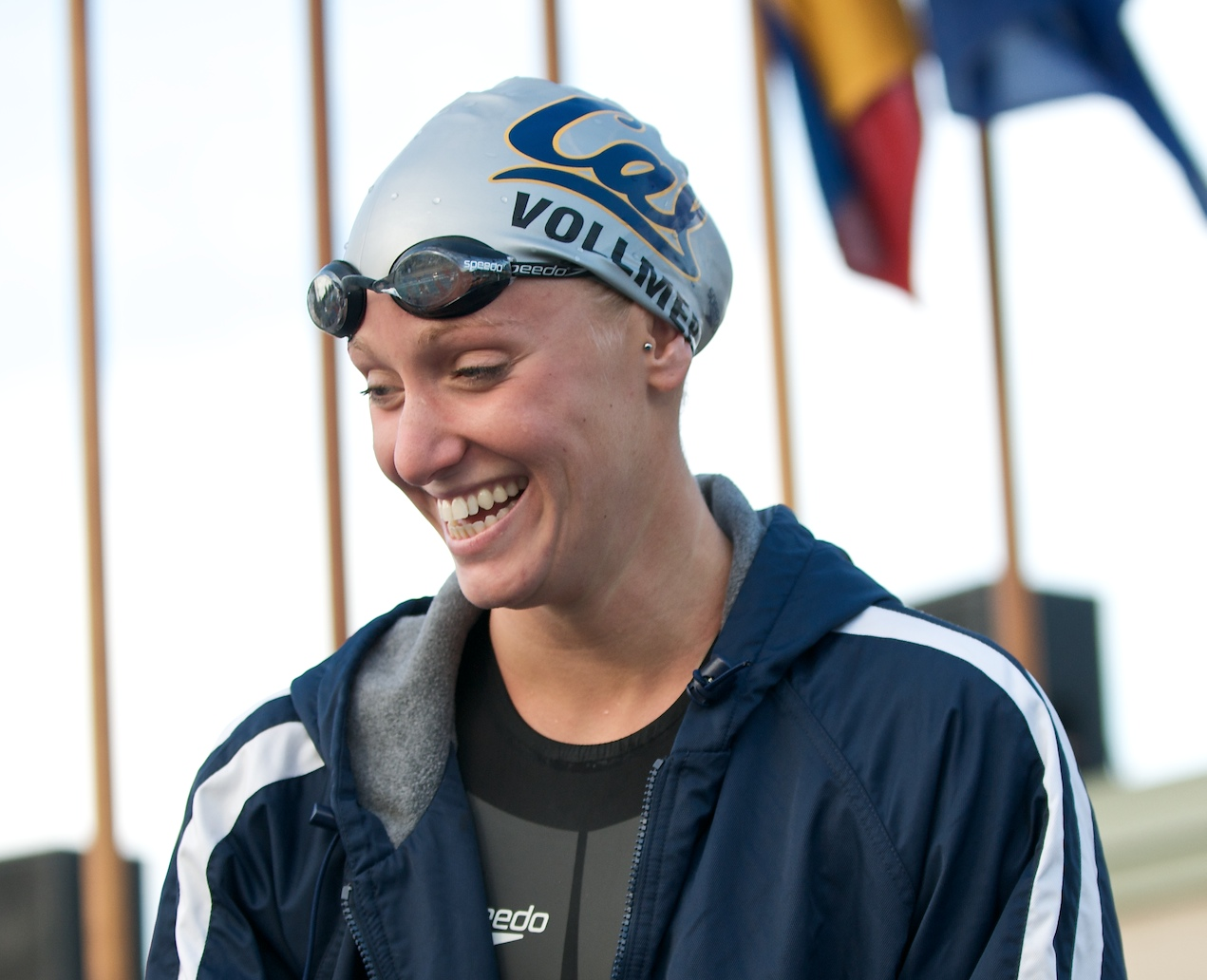
دانا ولمر بعد از برد شنای ۱۰۰متر

دِینا وولمر (به انگلیسی: Dana Vollmer) ورزشکار زن رشتهٔ شنا اهل کشور ایالات متحده آمریکا است. وی در بین سال‌های ‎۲۰۰۴ تا ۲۰۱۲ میلادی در مسابقات بازی‌های المپیک تابستانی در مجموع ۴ مدال طلا را کسب کرد.